# Дихан (Алматинская область)
Дихан (каз. Диқан) — село в Енбекшиказахском районе Алматинской области Казахстана. Входит в состав Асинского сельского округа. Код КАТО — 194037300.

## Население
В 1999 году население села составляло 467 человек (218 мужчин и 249 женщин). По данным переписи 2009 года, в селе проживало 516 человек (252 мужчины и 264 женщины).
Главное занятие местных жителей выращивание клубники сорта Дуглас, Альбион,  а также малины сорта Белостволка и сорт Бабье лето.